# Apamea altijuga
Apamea altijuga — вид метеликів родини Совки (Noctuidae). Вид поширений в Європі та в Росії до Уральських гір.